# 2013 ve filmu
Toto je seznam filmů, jejichž premiéra se uskutečnila v roce 2013.

## České filmy
- 5 pravidel (dokumentární film, režie: Vavřinec Menšl)
- Angelika (francouzsko-belgicko-česko-rakouský film, režie: Ariel Zeitoun)
- Babovřesky (režie: Zdeněk Troška)
- Bella Mia (režie: Martin Duba)
- Bez doteku (režie: Matěj Chlupáček)
- Carmen (upravený záznam divadelního představení, režie: F. A. Brabec)
- Colette (česko-slovensko-nizozemský film, režie: Milan Cieslar)
- Cyril a Metoděj – Apoštolové Slovanů (režie: Petr Nikolaev, David Kočár)
- Čtyři dohody (divadelní záznam, režie: Olga Špátová, Miroslav Janek)
- Čtyřlístek ve službách krále (animovaný film, režie: Michal Žabka)
- Detektiv Down (norsko-česko-dánský film, režie: Bård Breien)
- Děti flamenka (česko-španělský dokumentární film, režie: Kateřina Hager)
- DK (dokumentární film, režie: Bára Kopecká)
- Dobrý řidič Smetana (dokumentární film, režie: Vít Klusák, Filip Remunda)
- Donšajni (režie: Jiří Menzel)
- Fulmaya, děvčátko s tenkýma nohama (dokumentární film, režie: Vendula Bradáčová)
- Hledá se prezident (dokumentární film, režie: Tomáš Kudrna)
- Hořící keř (trojdílný televizní film, režie: Agnieszka Holland)
- Hoteliér (dokumentární film, režie: Josef Abrhám mladší)
- Husiti (animovaný film, režie: Pavel Koutský)
- Isabel (režie: Lukáš Melník, Marcel Škrkoň)
- Jako nikdy (režie: Zdeněk Tyc)
- Jedlíci aneb Sto kilo lásky (režie: Tomáš Magnusek)
- Jsem slavná, tak akorát (dokumentární film, režie: Jitka Němcová)
- Kameňák 4 (režie: Ján Novák)
- Kašlu na to (krátký amatérský film)
- Kauza Cervanová (slovensko-český dokumentární film, režie: Robert Kirchhoff)
- Klauni (česko-finsko-lucembursko-slovenský film, režie: Viktor Tauš)
- Kovář z Podlesí (česko-slovenský film, režie: Pavel Göbl)
- Křehká identita (slovensko-český dokumentární film, režie: Zuzana Piussi)
- Křídla Vánoc (režie: Karin Babinská)
- Láska, soudruhu (finsko-česko-norský film, režie: Taru Makelä)
- Líbánky (režie: Jan Hřebejk)
- Martin a Venuše (režie: Jiří Chlumský)
- Maturita (režie: Tomáš Houška)
- Můj pes Killer (slovensko-český film, režie: Mira Fornayová)
- Návrat Agnieszky H. (česko-polský dokumentární film, režie: Krystyna Krauze, Jacek Petrycki)
- Nazareth - Nekonečný rockový mejdan (dokumentární film, režie: Miloslav Šmídmajer)
- Nepravděpodobná romance (režie: Ivan Vojnár)
- Nový život (česko-slovenský dokumentární film, režie: Adam Oľha)
- Obchodníci (režie: Petr Šícha)
- Otázky pana Lásky (dokumentární film, režie: Dagmar Smržová)
- Pevnost (dokumentární film, režie: Klára Tasovská, Lukáš Kokeš)
- Příběh kmotra (režie: Petr Nikolaev)
- Přijde letos Ježíšek? (česko-slovensko-mexický film, režie: Lenka Kny)
- Revival (režie: Alice Nellis)
- Rok bez Magora (dokumentární film, režie: Oliver Malina-Morgenstern)
- Roura (rusko-německo-český dokumentární film, režie: Vitalij Manskij)
- Rozkoš (režie: Jitka Rudolfová)
- Show! (dokumentární film, režie: Bohdan Bláhovec)
- Skoro úplně vymyšlený film (režie: Tereza Kovářová)
- Šmejdi (dokumentární film, režie: Silvie Dymáková)
- Velká noc (dokumentární film, režie: Petr Hátle)
- Vězení umění (dokumentární film, režie: Radovan Síbrt)
- Vojta Lavička: Nahoru a dolů (dokumentární film, režie: Helena Třeštíková)
- Vrahem z povolání - Utrpení soudce Karla Vaše (dokumentární film, režie: Jan Bělohlavý, Pavel Paleček)
- Všichni dobří rodáci, obnovená premiéra (režie: Vojtěch Jasný)
- Zázrak (slovensko-český film, režie: Juraj Lehotský)
- Život s Kašparem (dokumentární film, režie: Helena Třeštíková)

## Zahraniční filmy
- 47 Ronin
- BoOzy’ OS a Cristal Klenot
- Hobit: Šmakova dračí poušť
- Hostitel
- Iron Man 3
- Jack a obři
- Jeníček a Mařenka: Lovci čarodějnic
- Mocný vládce Oz
- Nymfomanka
- Po zániku Země
- Rychle a zběsile 6
- Smrtonosná past: Opět v akci
- Spring Breakers
- Star Trek: Do temnoty (režie: J. J. Abrams)
- Šmoulové 2
- Thor: Temný svět
- Zataženo, občas trakaře 2
- Žárlivost

## Ocenění a festivaly
Ceny udělované za počiny v roce 2013.
- 86. ročník udílení Oscarů, nejlepší film: 12 let v řetězech – 2. března 2014
- 71. ročník udílení Zlatých glóbů, nejlepší film: 12 let v řetězech – 12. ledna 2014
- Český lev 2013, nejlepší film: Hořící keř – 22. února 2014
- MFFKV: Křišťálový glóbus – Velký sešit (Maďarsko), režie János Szász
- FF v Cannes: Zlatá palma – Život Adele (Francie / Belgie / Španělsko), režie Abdellatif Kechiche
- Ceny Asociace českých kameramanů 2013 – 15. února 2014

## Nejvýdělečnější filmy roku
Tabulka uvádí deset nejvýdělečnějších filmů, jejichž premiéra proběhla v roce 2013. Částky jsou uváděny v amerických dolarech.
| Top 10 nejvýdělečnějších filmů 2013 | Top 10 nejvýdělečnějších filmů 2013 | Top 10 nejvýdělečnějších filmů 2013 | Top 10 nejvýdělečnějších filmů 2013 | Top 10 nejvýdělečnějších filmů 2013 | Top 10 nejvýdělečnějších filmů 2013 |
| Pořadí | název filmu                         | studio                              | Rozpočet                            | celosvětové tržby                   | Světová premiéra                    |
| --- | ----------------------------------- | ----------------------------------- | ----------------------------------- | ----------------------------------- | ----------------------------------- |
| 1. | Ledové Království                   | Walt Disney Pictures                | $ 150 000 000                       | $ 1 276 480 226                     | 19. listopadu (USA)                 |
| 2. | Iron Man 3                          | Marvel Studios                      | $ 200 000 000                       | $ 1 215 439 994                     | 14. dubna (Francie)                 |
| 3. | Já Padouch 2                        | Universal / Illumination            | $ 76 000 000                        | $ 970 761 885                       | 5. června (Austrálie)               |
| 4. | Hobit: Šmakova Dračí Poušť          | New Line Cinema / MGM               | $ 225 000 000                       | $ 958 366 855                       | 2. prosince (USA)                   |
| 5. | Hunger Games: Vražedná Pomsta       | Lionsgate                           | $ 140 000 000                       | $ 865 011 746                       | 11. listopadu (UK)                  |
| 6. | Rychle a Zběsile 6                  | Universal                           | $ 160 000 000                       | $ 788 689 850                       | 7. května (UK)                      |
| 7. | Univerzita pro Příšerky             | Walt Disney Pictures / Pixar        | $ 200 000 000                       | $ 743 559 607                       | 5. června (UK)                      |
| 8. | Gravitace                           | Warner Bros.                        | $ 100 000 000                       | $ 723 192 705                       | 28. srpna (Itálie)                  |
| 9. | Muž z Oceli                         | Warner Bros. / Legendary            | $ 225 000 000                       | $ 668 045 518                       | 10. června (USA)                    |
| 10. | Thor: Temný Svět                    | Marvel Studios                      | $ 170 000 000                       | $ 644 602 516                       | 22. října (UK)                      |
| Iron Man 3 byl ke konci roku 2013 5. nejvýdělečnější film všech dob a 16. film historie, jehož tržby překročily jednu miliardu dolarů. |                                     |                                     |                                     |                                     |                                     |

### Česko
Následující seznam řadí filmy podle návštěvnosti v českých kinech v roce 2013. Tržby a návštěvnost jsou uvedeny pouze za rok 2013.
| Pořadí | Titul                        | Česká premiéra     | Diváků  | Tržby (Kč) |
| ------ | ---------------------------- | ------------------ | ------- | ---------- |
| 1      | Babovřesky                   | 14. února 2013     | 652 458 | 86 293 472 |
| 2      | Hobit: Šmakova dračí poušť   | 12. prosince 2013  | 493 999 | 76 015 276 |
| 3      | Šmoulové 2                   | 8. srpna 2013      | 342 938 | 45 365 931 |
| 4      | Příběh Kmotra                | 24. října 2013     | 295 683 | 40 317 097 |
| 5      | Čtyřlístek ve službách krále | 14. června 2012    | 269 546 | 28 774 320 |
| 6      | Iron Man 3                   | 2. května 2013     | 265 176 | 38 479 327 |
| 7      | Já, padouch 2                | 4. července 2013   | 258 555 | 34 219 447 |
| 8      | Revival                      | 11. července 2013  | 240 312 | 30 298 041 |
| 9      | Křídla Vánoc                 | 14. listopadu 2013 | 237 042 | 30 911 653 |
| 10     | Gravitace                    | 3. října 2013      | 231 424 | 39 571 952 |